# Recaro
Recaro (abbreviazione di Reutter Carosserie-Werke) è una società tedesca con sede a Kirchheim unter Teck, nelle vicinanze di Stoccarda, nota per la produzione di sedili avvolgenti per automobili sportive. L'azienda produce OEM sedili omologati da corsa per i costruttori automobilistici tradizionali. I sedili prodotti vengono montati dai marchi con cui è in corso anche una collaborazione come Mercedes, Ford e fornisce le case automobilistiche Audi, Lamborghini, Fiat, Lotus, Mini, Toyota, BMW, Nissan e Mazda.

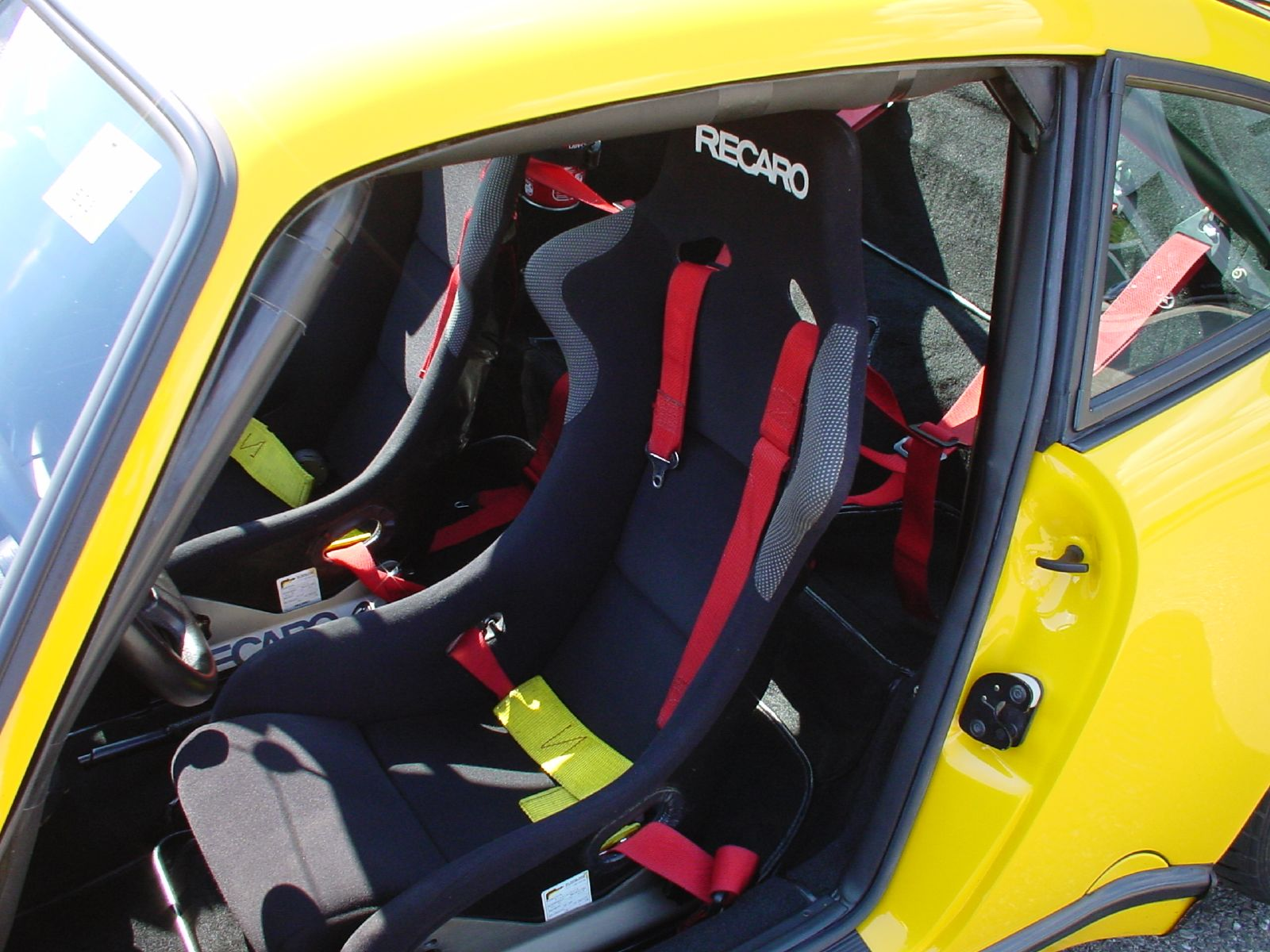
Sedili Recaro su un'autovettura

L'azienda produce anche sedili e seggiolini per aerei di linea, come ad esempio negli allestimenti di Alitalia, SAS, Norwegian.
Anche il posto a sedere di classe più alta di tutti i treni della Japan Railways Group, il Gran Class, è stato sviluppato da Recaro. Il 30 luglio 2024 iniziano a circolare voci circa il fallimento dell’azienda.
Dopo aver chiuso il 2023 con un fatturato di 524 milioni di euro, nell'ottobre viene cessata la produzione con la perdita di 200 posti di lavoro. Il 4 dicembre l'italiana Proma Group annuncia un accordo per rilevare l'attività di Recaro.